# إيمو جزيرة كنغارو
إيمو جزيرة كنغارو أو الإيمو القزم أو إيمو بودان (الاسم العلمي: Dromaius baudinianus) هو نوع من الطيور المنقرضة يتبع جنس الدرميس من فصيلة الدرميسية.